# Bazylika Najświętszej Marii Panny Gwiazdy Morza w Maastricht
Bazylika Najświętszej Marii Panny Gwiazdy Morza w Maastricht (hol. Onze Lieve Vrouw "Sterre der Zee" Basiliek in Maastricht) – kościół rzymskokatolicki w Maastricht położony przy placu Onze Lieve Vrouweplein 7, zbudowany w XI–XII wieku, kilkakrotnie przebudowywany. Główną atrakcją wystroju bazyliki jest cudowna, drewniana figura Najświętszej Marii Panny Gwiazdy Morza.
Bazylika Najświętszej Marii Panny Gwiazdy Morza w Maastricht figuruje w rejestrze zabytków pod numerem 27454.
W dniu 20 lutego 1933 kościół Najświętszej Marii Panny został wyniesiony do godności bazyliki mniejszej przez papieża Piusa XI. W 1985 godność bazyliki mniejszej uzyskał również kościół św. Serwacego (z rąk papieża Jana Pawła II); tym samym miasto Maastricht posiada 2 bazyliki mniejsze.

## Historia i architektura

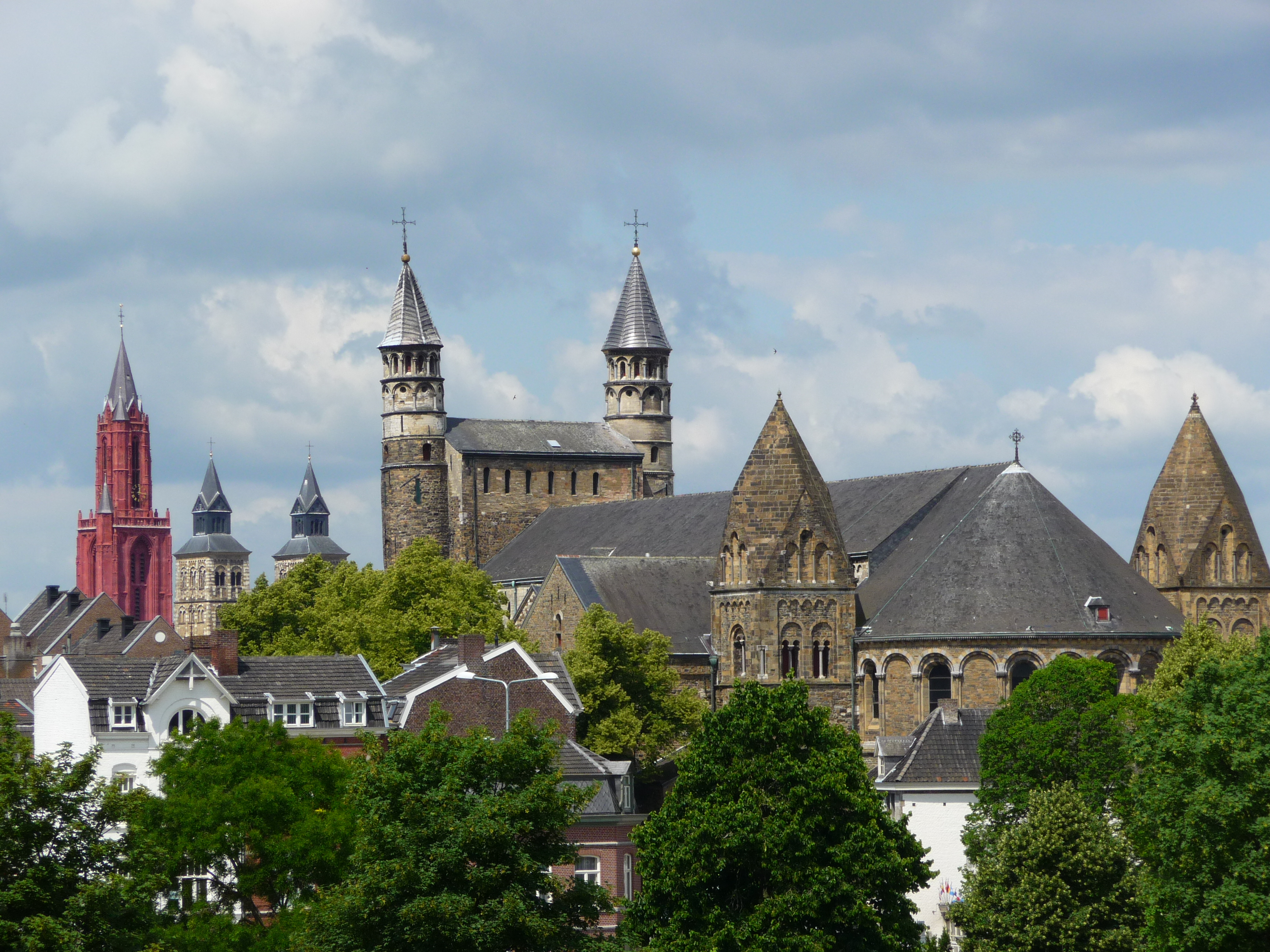
Kościoły Maastricht: na pierwszym planie bazylika NMP Gwiazdy Morza, za nią wieże bazyliki św. Serwacego, a za nimi wieża kościoła św. Jana

Kościół NMP w Maastricht jest jednym z ważnych zachowanych zabytków, reprezentujących romańską architekturę doliny Mozy. Choć pierwsza świątynia w tym miejscu została zbudowana już w IV wieku, to najstarsze partie obecnego kościoła pochodzą prawdopodobnie z końca IX wieku Kościół jest w pełni romański, jeśli nie liczyć drobnych dodatków z epoki gotyku.
Szczególnie interesująca jest fasada zachodnia, która została zbudowana około 1000 roku. Jest to tzw. westwerk – szeroka, niemal całkowicie zamknięta wieża flankowana dwiema wieżyczkami, w których znajdują się schody. Jest to jedyny westwerk tego typu, który przetrwał w nienaruszonym stanie, chociaż jego najwyższa część pochodzi z XIII wieku Późniejszy typ westwerku widoczny jest w kościele św. Serwacego. Westwerki służyły celom zarówno religijnym (miejsce dla chóru parafialnego), jak i obronnym. 
Po 1342 obok kościoła NMP został zbudowany nowy kościół, św. Mikołaja, ale w 1837 został rozebrany. Korpus kościoła NMP pochodzi z XII wieku Do obu jego stron dobudowano pseudo-transept, mający za zadanie wzmocnienie murów kościoła tak, aby mogły one udźwignąć kamienne sklepienie. Apsydę zamykającą prezbiterium flankują dwie masywne, kamienne wieże. W epoce gotyku w architekturze starego kościoła pojawiły się elementy charakterystyczne dla tego stylu, m.in. główny portal i kaplica przy fasadzie zachodniej, oraz znajdująca się za wejściem chrzcielnica z XV wieku Styl gotycki reprezentuje również dobudowany w XVI wieku krużganek.

## Wyposażenie

### Figura Najświętszej Marii Panny Gwiazdy Morza

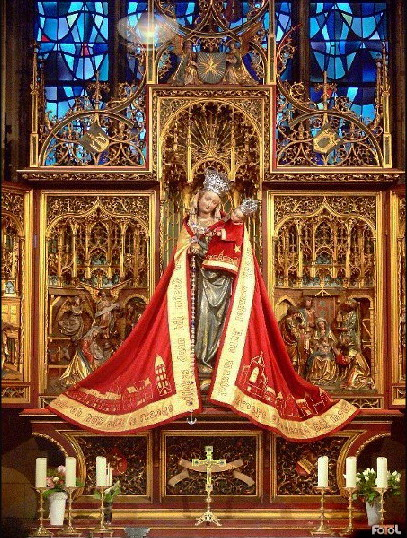
Figura Najświętszej Marii Panny Gwiazdy Morza

Propagatorem kultu Najświętszej Marii Panny w Holandii stał się św. Serwacy, pierwszy biskup Maastricht. Wybudował on na brzegu rzeki Mozy kaplicę poświęconą Najświętszej Marii Pannie. Nazwano ją „Maria na brzegu”. Kaplicę najczęściej nawiedzali marynarze i flisacy pływający łodziami z towarem ku morzu. Z czasem kaplica stała się na tyle sławna, że zaczęli przybywać do niej nie tylko pielgrzymi z Niderlandów, ale również z Niemiec. Nie zachował się pierwotny wizerunek umieszczony w niej przez św. Serwacego. Obecnie w ołtarzu czczona jest jedna z najpiękniejszych Madonn Europy - „Stella Maris”, czyli Gwiazda Morza.
Drewniana figura Madonny, mająca 135 cm wysokości, została wykonana w Czechach w latach 1420–1430. 
Nazwa Stella Maris przylgnęła do figury ok. 1700, po katastrofie morskiej, kiedy pewien hrabia z Maastricht wzywał pomocy Matki Bożej z kaplicy na brzegu i został uratowany. Od tego momentu żeglarze, marynarze i mieszkańcy miasta w obliczu niebezpieczeństwa zwracali się do swojej Gwiazdy Morza. Co roku w Poniedziałek Wielkanocny do kaplicy przybywali pielgrzymi ubrani w pokutne szaty. W 1570, gdy Maastricht zajęli protestanci, cudowna figura Gwiazdy Morza została ukryta poza miastem. Do sanktuarium powróciła dopiero po 105 latach. Podczas okupacji francuskiej pod koniec XVIII w. figurę ukrywano w prywatnych domach. Ostatecznie wróciła na swoje miejsce w 1837.

### Organy

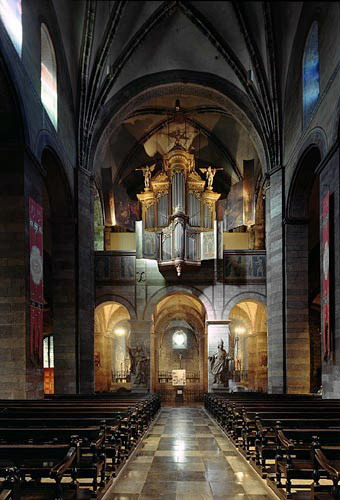
Widok wnętrza w kierunku zachodnim – organy

Organy w bazylice zbudował w 1652 organmistrz Andries Severijn z Liège. W 1798 francuscy okupanci zarządzili zamknięcie kościoła, a organy zostały przeniesione do kościoła św. Mikołaja. W 1830 Joseph Binvignat, miejscowy organmistrz umieścił w kościele pozytyw jako organy główne zmieniając m.in. jego dyspozycję i strój. W 1838 pierwotne organy powróciły do bazyliki. W 1852 zakład organmistrzowski Merklin & Schütze z Brukseli dokonał naprawy i rozbudowy organów zmieniając w niektórych miejscach ich dyspozycję. Kolejne zmiany miały miejsce w 1880. W latach 1963 i 1983–1984 zakład organmistrzowski D. A. Flentrop Orgelbouw podjął się zasadniczej renowacji instrumentu, przywracając jego układ i dyspozycję do stanu z 1652.